# Polygala selaginoides
Polygala selaginoides là một loài thực vật có hoa trong họ Polygalaceae. Loài này được A.W. Benn. miêu tả khoa học đầu tiên năm 1874.